# Diamanttyvenes Konge
Diamanttyvenes Konge er en amerikansk stumfilm fra 1920 af Ernest C. Warde.

## Medvirkende
- J. Warren Kerrigan som Frank Markham
- Fritzi Brunette som Ruth Gardner
- Jay Morley som Dan Lantry
- Claire Du Brey som Lou Tremaine
- Miles McCarthy som Truman Hardy
- Edwin Wallock som Roger Lulay
- William F. Moran som Julius Block